# Камимине
Камимине (яп. 上峰町 Камиминэ-тё:) — посёлок в Японии, находящийся в уезде Мияки префектуры Сага. Площадь посёлка составляет 12,79 км², население — 9447 человек (1 августа 2014), плотность населения — 738,62 чел./км².

## Географическое положение
Посёлок расположен на острове Кюсю в префектуре Сага региона Кюсю. С ним граничат посёлки Мияки, Йосиногари.

## Население
Население посёлка составляет 9447 человек (1 августа 2014), а плотность — 738,62 чел./км². Изменение численности населения с 1980 по 2005 годы:
| 1980 | 6682 чел. |  |
| 1985 | 6907 чел. |  |
| 1990 | 7534 чел. |  |
| 1995 | 8210 чел. |  |
| 2000 | 8672 чел. |  |
| 2005 | 9090 чел. |  |

## Символика
Деревом посёлка считается камелия, цветком — шалфей сверкающий.